# Horcotes quadricristatus
Horcotes quadricristatus är en spindelart som först beskrevs av James Henry Emerton 1882.  Horcotes quadricristatus ingår i släktet Horcotes och familjen täckvävarspindlar. Inga underarter finns listade i Catalogue of Life.